# 方東樹
方 東樹（ほう とうじゅ、1772年 - 1851年）は、中国清代中期の人文学者・学者。字は植之。詩人としては儀衛軒と号する。

## 生涯と業績
安慶府桐城県に生まれ、師としては姚鼐について学んだ。40歳以後はもっぱら朱子学を攻究し、ついに一家をなした。晩年は郷里に住んで生徒に教授し、一生官職に就かなかった。清の咸豊元年（1851年）に没する。80歳。
著に、『漢学商兌』・『儀衛軒集』・『昭昧詹言』・『書林揚觶』などがある。詩や古文をよくする。戴震の『孟子字義疏証』を読み、その朱子学の実証的分析に反論したのは当時では方東樹だけだったという。